# 映画 プリキュアオールスターズ みんなで歌う♪奇跡の魔法! ミュージカルソングス
『映画 プリキュアオールスターズ みんなで歌う♪奇跡の魔法! ミュージカルソングス』（えいが プリキュアオールスターズ みんなでうたう きせきのまほう ミュージカルソングス）は、2016年3月16日にマーベラスから発売されたCD。

## 概要
2016年3月19日公開のアニメ映画『映画 プリキュアオールスターズ みんなで歌う♪奇跡の魔法!』で使用された主題歌・挿入歌を収録したアルバム。同作品のために新たに製作された楽曲は、ミュージカルプロデュースを担当した森雪之丞が全曲作詞を手がけている。CDには劇場挿入歌3曲のフルサイズバージョンも収録されている。

## 収録曲
全作詞：森雪之丞（2を除く）
1. あなたがいるから
  - 歌：朝日奈みらい（CV：高橋李依） リコ（CV：堀江由衣） モフルン（CV：齋藤彩夏） 春野はるか（CV：嶋村侑） 海藤みなみ（CV：浅野真澄） 天ノ川きらら（CV：山村響） 紅城トワ（CV：沢城みゆき） パフ（CV：東山奈央） アロマ（CV：古城門志帆）
    - 作曲：さかいゆう、編曲：高木洋
2. Miracle Go!プリンセスプリキュア
  - 歌：礒部花凜
    - 作詞：大森祥子、作曲：渡辺亮希、編曲：渡辺亮希・池田大介
3. Dokkin♢魔法つかいプリキュア!
  - 歌：北川理恵
    - 作曲：奥村愛子、編曲：宮崎誠
4. 秘薬のレシピ
  - 歌：トラウーマ（CV：山本耕史）、ソルシエール（CV：新妻聖子）
    - 作曲：高取ヒデアキ、編曲：籠島裕昌
5. 無力な戦士（フルバージョン）
  - 歌：キュアミラクル（CV：高橋李依）、キュアマジカル（CV：堀江由衣）
    - 作曲・編曲：高木洋
6. やっと会えたね!（フルバージョン）
  - 歌：五條真由美
    - 作曲：高取ヒデアキ、編曲：籠島裕昌
7. 考えてみて
  - 歌：キュアミラクル（CV：高橋李依）、キュアマジカル（CV：堀江由衣）、ソルシエール（CV：新妻聖子）
    - 作曲・編曲：小六禮次郎
8. 魔女の子守歌（アカペラ ver.）
  - 歌：ソルシエール（CV：新妻聖子）
    - 作曲・編曲：小六禮次郎
9. 魔女の子守歌〜歌は魔法
  - 歌：ソルシエール（CV：新妻聖子）、プリキュアオールスターズ
    - 作曲・編曲：小六禮次郎
10. みんながいるから☆プリキュアオールスターズ（フルバージョン）
  - 歌：プリキュアオールスターズ
    - 作曲・編曲：さかいゆう